# موسيقى سايكدلية
الموسيقى السايكدليَّة (بالإنجليزية: Psychedelic music)‏ كما تُعرف باسم السايدكدليا هو مصطلح يطلق على مجموعة واسعة من الأنماط والأنواع الموسيقيَّة المختلفة المُتأثِّرة بثقافة السايدكدليا وهي ثقافة فرعيَّة مضادّة نشأت وازدهرت خلال فترة ستينيات القرن العشرين حيث تُشير للأشخاص الذين تعاطوا العقارات السايكدليَّة مثل ثنائي إيثيل أميد حمض الليسرجيك، وفطر السيلوسايبن، والمسكالين، وثنائي مثيل التربتامين. كان الهدف من تعاطي هذه العقارات هو بلوغ حالة من الحس المرافق، والوعي المتغيِّر، والشعور بهلوسات مرئيَّة وسمعيَّة. وعليه فإن الموسيقى السايكدليَّة تهدف لتحسين تجربة استخدام هذه العقاقير.
انتشرت الموسيقى السايكدليَّة بين العديد من فرق موسيقى الروك والفولك في الولايات المتَّحدة والمملكة المتَّحدة إبَّان ستينيات القرن العشرين. وهكذا انبثقت عدّة أنواع فرعيَّة مثل موسيقى الفولك السايكدليَّة، وموسيقى الروك السايكدليَّة، والآسد روك، وموسيقى البوب السايكدليَّة، ولكن سرعان ما تراجعت شعبية وانتشار هذه الأنواع بحلول مطلع سبعينيات القرن العشرين. ومع ذلك فقد استقت عدة أنواع موسيقيَّة إلهامها الروحيّ من الموسيقى السايكدليَّة في العقود القليلة اللاحقة مثل البروغريسف روك، والكراوتروك، والهيفي ميتال. كما ظهرت عدة أنواع موسيقيَّة حاولت إحياء الموسيقى السايكدليَّة منذ السبعينيات مثل الفانك السايكدليّ، والنيوسايدكدليا، والستونر روك، بالإضافة إلى حفنة من الأنواع الموسيقيَّة الإلكترونيَّة مثل الأسيد هاوس، وموسيقى الترانس، وموسيقى النيوريڤ.

## الخصائص
غالبًا ما تُستخدم كلمة «سايكدليّ» استخدامًا مغلوطًا حيث تعزف الكثير من الفرق التي تربط نفسها بهذه التسمية أنماطاً موسيقيَّة مختلفة ومتنوعة؛ وفي هذا السياق يشرح الكاتب مايكل هيكس: 
توجد عدد من الخصائص الجوهريَّة المميِّزة للموسيقى السايكدليَّة. اللجوء إلى العزف على الآلات الموسيقيَّة غير المألوف على الموسيقى الغربيَّة الحديثة ولا سيما السيتار والطبلة. تتميز بنية الأغاني السايكدليَّة عن موسيقى البوب المعاصرة بعدم ترابطها، وتغير المقاييس الإيقاعيَّة والمقاميَّة فيها، واحتوائها على ألحان قياسيَّة ودندنات موسيقيَّة. هذا وغالبًا ما تتصف كلمات الأغاني السايكدليَّة بالسرياليَّة، والتقَّلب، أو اصطباغها بالطابع الأدبيّ البحت. وفي العادة تولّي الأغاني السايكدليَّة اهتمامًا للمقاطع أو الارتجالات العزفيَّة المُسهبة المُتجَّردة من الغناء. ويُلاحظ تكثيف الأغاني السايكدليَّة (وخصوصًا تلك العائدة لستينيات القرن العشرين) لاستخدام الآلات المفتاحيَّة ولا سيما آلات الأورغن الكهربائيَّة أو الهاربسكورد أو الميلوترون.
كما يُبالغ في استعمال التأثيرات الموسيقيَّة العديدة مثل التقنع المعكوس، ونقل توزيع الإشارات الصوتيَّة من قناة صوتيَّة لأخرى في الأغنية الواحدة، والتأثيرات الإلكترونيَّة المُطاورة، والتأخير الصوتي المُطوَّل، وتأثيرات رد الصوت الشديدة. كان من الشائع خلال ستينيات القرن العشرين اسخدام الآلات الموسيقيَّة الإلكترونيَّة مثل أجهزة السنثسيزر (التي كانت في بداياتها حينذاك)، والثيرمن. أمَّا الموسيقى السايكدليَّة اللاحقة فوظِّفت بالإضافة إلى ذلك الأصوات التكراريَّة المُولَّدة حاسوبيًا.

## الستينيات: ذروة الحقبة السايكدلية

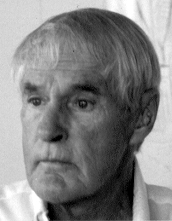
تيموثي ليري وهو من أبرز الدعاة لتعاطي ثنائي إيثيل أميد حمض الليسرجيك خلال ستينيات القرن العشرين. هنا يظعر في صورة تعود لعام 1989.

كتب أعلام جيل البيت بدءًا من منتصف خمسينيات القرن العشرين من أمثال ويليام بوروز، وجاك كيروك، وألن غينسبرغ عن تعاطي المخدِّرات مثل القنب، والأمفيتامين. حيث عملوا على رفع الوعي بخصوصها، ولعبوا دورًا في زيادة شعبية تعاطيها. ظهر بحلول مطلع ستينيات القرن العشرين دعاة لتعاطي ثنائي إيثيل أميد حمض الليسرجيك وغيرها من المواد السايكدليَّة بقصد توسيع المرء لوعيه وإدراكه. وكان من هؤلاء الدعاة كلًا من تيموثي ليري، وألان واتس، وألدوس هكسلي، وأرثر كوستلر. استطاع هؤلاء التأثير على تفكير جيل الشباب إلى درجة عميقة وفقًا لما أورده لورنس فيسي.
وبالفعل فقد كانت مبادئ نمط الحياة السايكدليَّة قد نشأت وتطوَّرت في ولاية كاليفورنيا الأمريكيَّة بحلول منتصف العقد. برزت مدينة سان فرانسيسكو على وجه الخصوص في هذا المشهد مع إنشاء أوزلي ستانلي لأول مصنع سرّي كبير لثنائي إيثيل أميد حمض الليسرجيك في المدينة. بدأت «ميري برانكسترز» وهي مجموعة مُتأثِّرة بالروائيّ كين كيسي برعاية مجموعة من الفعاليات لتعاطي ثنائي إيثيل أميد حمض الليسرجيك (الذي زوَّده ستانلي) بدءًا من عام 1964. صاحب فعاليات التعاطي هذه إقامة عروض بصريَّة بالأضواء، وعروض لأفلام خاصَّة، فضلًا عن حفلات موسيقيَّة مرتجلة أطلق عليها المنظِّمون اسم «السيمفونية السايكدليَّة». عزفت فرقة غريتفول ديد بتمويل من ستانلي في هذه الحفلات، وكانت حينها الفرقة تطلق على نفسها اسم «وارلوكس». ساعدت مجموعة البرانكستر على تعزيز شعبية تعاطي ثنائي إيثيل أميد حمض الليسرجيك من خلال الرحلات البريَّة التي قامت بها المجموعة عبر الولايات المتَّحدة في حافلة مدرسيَّة مُزيَّنة برسومات سايكدليَّة حيث كانوا يقومون بتوزيع العقار، وإجراء لقاءات مع أشخاص بارزين في حركة البيت، فضلًا عن نشرهم للمؤلَّفات التي كتبوا فيها عن نشاطاتهم مثل كتاب «اختبار حمض الكول ايد الكهربائي» للكاتب توم وولف (1968).
احتوت مدينة سان فرانسيسكو في هذه الفترة على العديد من الأندية والمقاهي والمحطات الإذاعيَّة المستقلة المتخصِّصة بموسيقى الفولك التي كانت تحظى بشعبية كبيرة بين العديد من الطلاب الجامعيين في بيركيلي القريبة، وأصحاب الفكر الحر الذين اجتذبهم المناخ المتحرِّر الذي تمتعت به المدينة. كما انتشرت ثقافة تعاطي المخدِّرات بين الكثير من موسيقيي الجاز والبلوز في مطلع العقد حيث بدأ تعاطي القنب، والبَيُّوت، والمسكالين، وثنائي إيثيل أميد حمض الليسرجيك يأخذ بالانتشار بين نظرائهم من موسيقيي الفولك والروك. استخدمت مجموعة موسيقى الفولك من نيويورك «هولي مودال» مصطلح «سايكدليَّة» ليحمل دلالة موسيقيَّة في نسختهم المقلَّدة من أغنية «هيزتشن بلوز» عام 1964 لليد بيلي. سجَّل عازف الغيتار الفولك/الطلائعي جون فاهي عدة أغاني في مطلع الستينيات مجرِّبًا عددًا من تقنيات التسجيل غير المألوفة مثل التسجيل المعكوس، وإرفاق آلات عزف جديدة مثل الفلوت والسيتار. تنبَّأت أغنيته التي حملت عنوان «ذا غريت سان بيرناردينو بيرثداي بارتي» (مدتها تسعة عشر دقيقة) بعناصر عدة من موسيقى السايدكدليا مع ارتجالاتها الموسيقيَّة المشحونة، وموازين الغيتار غير المعهودة. وبالمثل فقد دمجت الأعمال الأولى لعازف غيتار الفولك ساندي بول عناصر من الفولك والجاز والدندنات المتأثرة بالموسيقى الهنديَّة والعربيَّة. يمكن اعتبار ألبوم بول الذي حمل اسم «فانتاسياس فور غيتار أند بانجو» الذي صدر عام 1963 من بين أول الألبومات السايكدليَّة المعروفة حيث دمجت أغانيه بين عدة أنماط موسيقيَّة مختلفة.
سرعان ما بدأ الموسيقيون يشيرون إلى العقار (في البداية كان الأمر مبطَّنًا ولاحقًا أضحوا يشيرون إليه صراحةً) وحاولوا إعادة خلق أو إظهار تأثيرات تعاطي ثنائي إيثيل أميد حمض الليسرجيك في موسيقاهم مثلما كان غيرهم من الفنانين يحاولون نفس الأمر في الفنون والأفلام والأعمال الأدبيَّة السايكدليَّة. انتشرت هذه النزعة الجديدة انتشارًا متوازيًّا في الولايات المتَّحدة وبريطانيا كجزء من الترابط الحاصل في ثقافتي الفولك والروك. حتى أنَّ موسيقى البوب بدأت بدمج أصوات سايكدليَّة في أغانيها مما أكسب هذا النوع نجاحًا تجاريًّا وشعبية جماهريَّة. بلغت موسيقى الروك السايكدليَّة ذروة نجاحها خلال السنوات الأخيرة من الستينيات. أضحت الموسيقى السايكدليَّة خلال الفترة من عام 1967 حتى عام 1968 الصوت الغالب في موسيقى الروك سواء أكان بين الفرق البريطانيَّة المتميز صوتها بتقلّباته الموسيقيَّة أو موسيقى الآسد روك الأمريكيَّة الأكثر ضراوة والتي ازدهرت في الساحل الغربيّ للبلاد. كانت احتفالية «صيف الحب» في الولايات المتَّحدة عام 1967 من أبرز هذه التجلّيات حيث اُفتتحِت بفعالية «هيومان بي إن» وبلغت ذروتها في مهرجان مونتري الموسيقيّ. ووصلت هذه النزعات السايكدليَّة إلى قمة ذروتها في مهرجان وودستوك عام 1969 التي عزفت فيه أبرز الفنانين السايكدليين المعروفين مثل جيمي هندريكس، وجانيس جوبلن، وسانتانا.
شهدت نزعة استكشاف ودمج السايدكدليا في الموسيقى انحسارًا تدريجيًا بحلول نهاية العقد. هذا وقد كانت السلطات قد طبَّقت حظرًا قانونيًا على عقار ثنائي إيثيل أميد حمض الليسرجيك في كل من الولايات المتَّحدة والمملكة المتَّحدة عام 1966. كما أسهم ربط جريمة قتل جماعة عائلة مانسون الدينيَّة لشارون تيت، ولينو لابيانكا، وروزميري لابيانكا بأغنية «هلتر سكلتر» للببتلز بردود فعل معاديَّة للهيبيين. ولم تكن حفلة ألتامونت التي تصدرتها فرقة الرولينغ ستونز في كاليفورنيا بتاريخ 6 ديسمبر عام 1969 من المنعطفات الإيجابيَّة في تاريخ الثقافة السايكدليَّة كما كان من المتوقع لها بسبب انشهار أخبار وقوع حادثة طعن مميتة للمراهق ذوي الأصول الأفريقيَّة ميريدث هانتر أسود على يد أحد حراس نادي ملائكة الجحيم للدرَّجات الناريَّة.

## الإحياء والأنواع اللاحقة

### الروك والبوب

#### البروغريسف روك والهارد روك
عاد العديد من موسيقيي الروك إلى الجذور الأصيلة التي نشأ منها الروك أند رول بحلول نهاية ستينيات القرن العشرين. وهو ما أشار إليه بارني هوسكينز باسم «الموسيقى الرجعيَّة ما بعد السايكدليَّة» مستشهدًا بالنمط الموسيقيّ الذي عزفت فيه فرقة الرولينغ ستونز، وفرقة ذا باند، والثنائي ديليني أند بوني، وفان موريسون، وليون راسل، وهو عبارة عن مزيج جمع ما بين موسيقى الكانتري روك والروك المستوحى من البلوز والسول. كما ظهرت على الساحة الموسيقيَّة في نفس الوقت تطورات أكثر طليعيَّة في طبيعتها مثل فرانك زابا وفرقته ذا موذرز أوف إنفينشن، وكابتن بييفهارت، ووايلد مان فيشر، وذا جي تي أوز، وأليس كوبر. وفقًا للعالم الموسيقيّ فرانك هوفمان فقد انبثقت موسيقى الهارد روك ما بعد السايكدليَّة من مشهد موسيقى الروك الزاخر حيث تميَّز هذا النوع بأنماط العزف على الغيتار الشبيهة بالأفلام وكلمات أغانيه التي تميل للانطباع صوريًا في ذاكرة المرء. ومن أبرز فرق الهارد روك فرقة لد زبلن، وبلاك سابث، وروبن تراور. لاحظ الباحث الموسيقيّ إدوارد ماكان وجود درجة ارتباط ضعيفة ما بين موسيقى الهارد روك/الهيفي ميتال ما بعد السايكدليَّة، والقيم والمبادئ الهيبيَّة، بالإضافة إلى إيلاء أولوية للتدرج الموسيقيّ المأخوذ من موسيقى البلوز. كانت موسيقى الروك السايكدليَّة وما ينوط بها من أصوات الغيتار الملتويَّة، والمقاطع العزفيَّة المسهبة، والمقطوعات الجرئية صلة وصل هامة ما بين الروك المستوحى من البلوز وموسيقى الميتال التي ظهرت فيما بعد. انتقل عازفيّ الغيتار السابقين في فرقة الياردبيردز جيف بيك وجيمي بيج مُشكِّلين مجموعتين هامتين في موسيقى الهيفي ميتال المتأثِّرة بالبلوز روك وهما مجموعة جيف بيك، وفرقة لد زبلين على التتالي. ومن رواد موسيقى الهيفي ميتال الآخرين الذين شكَّلوا فرق سايكدليَّة استقت تأثيرها من البلوز كل من فرقة بلاك سابث، وفرقة ديب بيربل، وفرقة جوداس بريست، وفرقة يو إف أو.
وفقًا لما ذكره الأكاديميّ الأمريكيّ كريستوف دن تانت فإنَّ العديد من الموسيقيين خلال الحقبة ما بعد السايكدليَّة اعتمدوا منهجًا أكثر احترافية وأخذوا عناصر من الموسيقى الكلاسيكيَّة ومثال على ذلك الألبومات المفاهيميَّة لفرقة بينك فلويد، والعزف الاحترافيّ لفرقة إيمرسون وليك وبالمر. نشأت موسيقى الروك ما بعد السايكدليَّة خلال مطلع سبعينيات القرن العشرين ضمن شركات لتسجيلات موسيقيَّة متوسطة أو صغيرة الحجم مثل شركة فيرجين، وشركة آيلاند ريكوردز، وشركة أوبسكيور ريكوردز. انتقل الكثير من الموسيقيين والفرق البريطانيَّة التي كانت قد عملت في السابق على أعمال موسيقيَّة سايكدليَّة إلى العمل في موسيقى البروغريسف روك الناشئة حديثًا خلال السبعينيات. يعتبر ألبوم فرقة كينغ كريمزون الذي حمل عنوان «إن ذا كورت أوف ذا كريمزون كينغ» (1969) من الروابط الهامة الواصلة ما بين السايدكدليا وموسيقى البروغريسف روك. أمَّا بعض الفرق الأخرى مثل هوكويند فحافظت على اتجاه موسيقيّ سايكدليّ بحت خلال السبعينيات. بيدَّ أنَّمعظم الفرق تخلَّت عن العناصر السايكدليَّة في موسيقاها مقابل التعمق في قدر أكبر من التجريب والاستكشاف الموسيقيين. لجأت العديد من الفرق الألمانيَّة التي كانت مُنخرطة سابقًا في الحركة السايكدليَّة إلى التشديد المتزايد على الأصوات المولَّدة إلكترونيًا مثل فرق كرافت فيرك، وتانجرين دريم، وكان، وفاوست حيث عملت جميع هذه الفرق على تطوير نوع جديد من الروك الإلكترونيّ المعروف باسم الكرواتروك أو «الموسيقى الكونيَّة» (بالألمانية: kosmische musik). سخَّرت هذه الفرق أجهزة السنثسيزر الإلكترونيَّة، بالتوازي مع الأنماط الموسيقيَّة التي استكشفها براين إينو في لوحة مفاتيحه خلال فترة عزفه مع فرفة روكسي ميوزيك. كان من شأن ذلك التأثير كثيرًا على التطور اللاحق لموسيقى الروك الإلكترونيَّة. في حين لعبت فرق مثل فرقة كان، وفرقة سوفت ماشين اللتين قامتا بدمج أنماط الجاز في موسيقاها، بلعب دور أسهم في تطور وظهور صوت الجاز روك المنوط بفرق مثل كولوسوم.
وكان من التطورات الأخرى التي شهدتها الحقبة الموسيقيَّة ما بعد السايكدليَّة هو الحرّية الأكبر التي تمتع بها الفنان من ناحية التسويق لنفسه ولألبوماته مثل تمكنه من تصميم للأغلفة الفنيَّة لأعماله. يشير الأكاديميّ الموسيقيّ تانت إلى سهولة التعرف على رغبة الفنانين والفرق بالحفاظ على هويتهم مجهولة من خلال الطريقة التي صمَّموا فيها أغلفة ألبوماتهم واحتوائها على معلومات شحيحة حول الموسيقيّ أو الفرقة. استشهد ترانت كأمثلة عن هذه النزعة بألبومات بينك فلويد خلال مطلع السبعينيات، وألبوم البيتلز الصادر عام 1968 (المعروف بصورة غير رسميةَّ باسم «الألبوم الأبيض»)، وألبوم لد زبلين الصادر عام 1971 الذي لم يُعرف أحد حتى الآن عنوانه الحقيقيّ (يُشار إليه في العادة باسم «لد زبلين 4»). عمل موسيقيون من أمثال براين إينو، وروبرت فريب الذين برزوا في الحقبة ما بعد السايكدليَّة إلى الدعوة الصريحة لفصل الفنان وأعماله عن نجوميته وشهرته. وهم بذلك استطاعوا وضع الأساسات المحوريَّة التي ترتكز عليها موسيقى البوست بانك التي ازدهرت خلال أواخر السبعينيات. ومن الأمثلة على ذلك الألبومات الأربعة الأولى التي أصدرتها فرقة ذا كيور، والتي تعمَّدت فيها إظهار صور مشوَّشة غير واضحة لأعضاء الفرقة على الأغلفة، فضلًا عن أغلفة الألبومات داكنة الألوان الصادرة عن شركة فاكتوري ريكوردز للتسجيلات الموسيقيَّة التي احتوت على الأرقام التسلسليَّة للألبوم.
أدَّى تأكيد الموسيقى ما بعد السايكدليَّة على الاحترافيَّة الموسيقيَّة إلى انتفاضة رافضة لهذا المبدأ جملةً وتفصيلًا بحلول منتصف السبعينيات مع ظهور موسيقى البانك روك التي شدَّدت على الروح التلقائيَّة الفظة لموسيقى الروك، وإعادة التأكيد على استقلاليتها البحتة من خلال اللجوء إلى سبل ثقافيَّة مخالفة تمامًا لتلك التي كانت قد نشأت قبل عشرة سنوات. أصبحت موسيقى الحقبة ما بعد السايكدليَّة مرتبطة بفئة موسيقى الروك الكلاسيكيَّة أو التقليديَّة. واشتملت هذه الفئة أيضًا على الموسيقى السايكدليَّة، وموسيقى الفولك روك، وموسيقى الريذم أند بلوز البريطانيَّة التي سبقوا ظهور موسيقى الحقبة ما بعد السايكدليَّة.
أمَّا موسيقى الستونر روك المعروفة كذلك باسم الستونر ميتال أو الستونر دوم فهي نوع موسيقيّ من الروك دمج ما بين عناصر مستقاة من موسيقى الهيفي ميتال و/أو موسيقى الدوم ميتال، وعناصر أخرى من موسيقى الروك السايكدليَّة أو الآسد روك. تشير كلمة «ستونر» باللغة الإنجليزيَّة إلى الأشخاص الذين يتعاطون القنب. كما يُستعمل مصطلح «ديزرت روك» في الغالب للإشارة إلى نفس هذا الضرب الموسيقيّ، ولكن لا يمكن تصنيف جميع فرق الستونر روك تحت فئة «الديزرت روك». تتميز موسيقى الستونر روك في العادة بوتيرة إيقاعاتها البطيئة أو متوسطة السرعة والتي يتخللها أصوات مشوَّشة للغاية معزوفة على البيس خُفَّف من تناغمها، فضلًا عن نمط الغناء التلحينيّ، والإنتاج الموسيقيّ الذي تُعمِّد جعله يبدو متقادمًا للمستمع. ظهر هذا النوع خلال مطلع تسعينيات القرن العشرين وكان من بين أبرز الفرق التي اُشتهِرت فيه كل من فرقة مونستر ماغنيت، وفرقة فو مانتشو، وفرقة كياس، وفرقة سليب.

#### البوست بانك والإندي روك واروك البديل
النيوسايدكدليا أو الآسد بانك هو نوع موسيقيّ زاخر يعود تاريخ نشأته إلى سبعينيات القرن العشرين. انبثقت النيوسايدكدليا عن الأوساط الثقافيَّة الفرعيَّة لموسيقى البوست بانك في المملكة المتَّحدة حيث استوحى الموسيقيون المنخرطون فيها أصواتًا غير مألوفة من الموسيقى السايكدليَّة العائدة للستينيات، إذ حصلوا على هذه الأصوات من خلال تجديدهم للمقاربات الموسيقيَّة أو التقنيَّة المتبَّعة في تلك الحقبة أو من خلال تقليدها. كما سعت النيوسايدكدليا لاستكشاف موسيقى البوب السايكدليَّة، أو موسيقى الغيتار حادّة الصوت، أو الارتجالات الموسيقيَّة الحرة بالغة التشويش، أو التجريب في معدّات التسجيل الموسيقيّ. أصبحت بعض فرق هذه الحركة من أمثال فرقة سوفت بويز، وفرقة تيردروب إكسبلودز، وفرقة إكو أند ذا باني ما، من أهم الفرق النيوسايدكدليَّة. أضحت حركة بيزلي الفرعيَّة خلال مراحل نشأتها في مطلع ثمانينيات القرن العشرين من أتباع الموسيقى النيوسايدكدليَّة. نشأت هذه الحركة في مدينة لوس أنجلوس، وشهدت مشاركة عدد من الفرق المُتأثِّرة بالموسيقى السايكدليَّة العائدة للستينيات حيث استقت كل فرقة عناصر مختلفة منها وأدخلتها على موسيقاها. وفي نهاية المطاف غدا مصطلح «حركة بيزلي الفرعيَّة» يُستعمل للإشارة إلى فرق مماثلة من خارج المدينة.

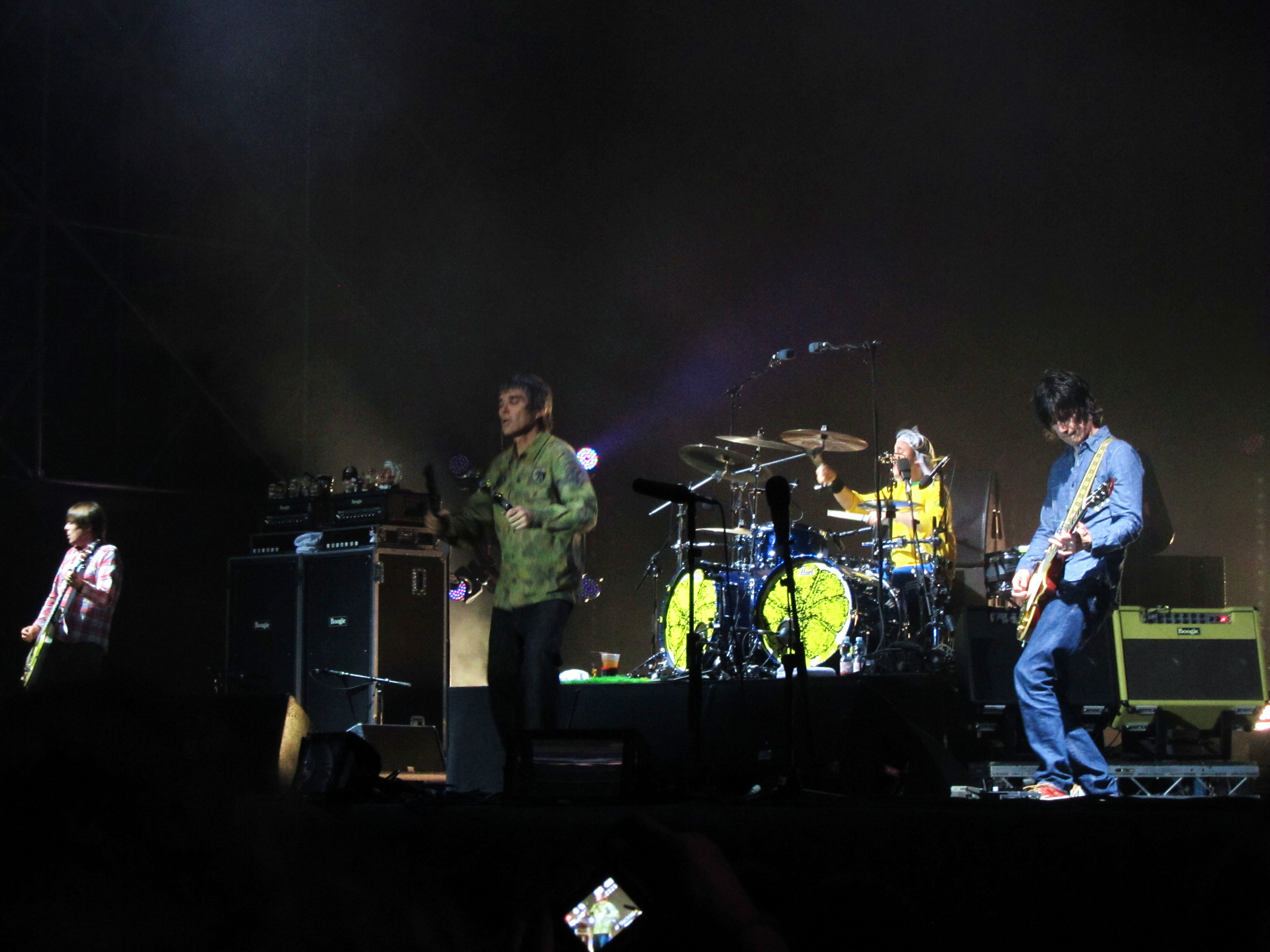
فرقة الستون روزز في حفلة لها بميلانو عام 2012.

كانت ثقافة مادشستر الموسيقيَّة التي نشأت وتطورت مدينة مانشستر شمال غرب إنجلترا خلال أواخر ثمانينيات القرن العشرين من الحركات الموسيقيَّة التي أخذت قسمًا من استلهامها من الموسيقى السايكدليَّة حيث عملت الفرق المنخرطة فيها على الدمج ما بين موسيقى الروك البديل والأسيد هاوس وثقافة الموسيقى الراقصة وعدة مصادر أخرى من بينها موسيقى السايدكدليا وموسيقى البوب العائدة للستينيات. انتشر استخدام عبارة «مادشستر» للإشارة إلى هذه الحركة الموسيقيَّة من خلال وسائل الإعلام المعنية بالشأن الموسيقيّ في المملكة المتَّحدة إبَّان مطلع تسعينيات القرن العشرين. وكان من أشهر الفرق الموسيقيَّة المرتبطة فيها فرقة ستون روزز، وفرقة هابي مونديز، وفرقة إنسبايرال كاربيتس، وفرقة ذا تشارلاتنز، وفرقة 808 ستيت. تشتهر الأوساط الموسيقيَّة المُتأثِّرة بثقافة الريڤ (الحفلات الإلكترونيَّة الشبابيَّة الراقصة) بانتشار تعاطي المخدرات فيها ولا سيما الإكستاسي. كان نادي هاسيندا الليليّ بمانشستر حينذاك الذي امتلكت فرقة نيو أوردر حصة فيه من أهم نقاط التجمّع التي احتضنت ورعت المبادئ التي ميّزت الحركة في المدينة والذي أُطلِق عليه اسم «صيف الحب الثاني». ابتعدت فرقة برايمال سكريم الاسكتلنديَّة في ألبوم الاستديو الثالث الشهير الذي حمل عنوان «سكريمديليكا» (1991) كل البعد عن صوت الإندي روك الذي ميَّز أعمالها السابقة حيث استوحت الفرقة صوتها الجديد على الألبوم من ثقافة موسيقى الهاوس المزدهرة حينها والمخدرات المرتبطة بها مثل ثنائي إيثيل أميد حمض الليسرجيك والإكستاسي. حقَّق ألبوم «سكريمديليكا» نجاحًا كبيرًا حيث تجاوز عدد مبيعات الألبوم عالميًا الثلاثة ملايين نسخة، وفاز الألبوم بأول جائزة ميركيوري موسيقيَّة عام 1992.
يذكر موقع أول ميوزيك أنَّ معظم الموسيقى النيوسايدكدليَّة عدا تلك المرتبطة بحركة بيزلي الفرعيَّة ومشروع إليفانت 6 الموسيقيّ في أواخر التسعينيات، كانت قد نشأت عن محاولات موسيقيَّة معزولة غير مألوفة أو محاولات إحياء موسيقيَّة، وليس عن حركات ثقافيَّة موسيقيَّة فعليَّة. واستشهد الموقع بمجموعة من الفنانين الموسيقيين النيوسايدكدليين البارزين مثل فرقة ذا تشيرش، وفرقة بيفس فروند، وفرقة سبيسمين 3، والموسيقيّ روبن هيتشكوك، وفرقة ميركيوري ريف، وفرقة فليمنغ ليبس، وفرقة سوبر فيري أنيمالز. ووفقًا للكاتب الموسيقيّ جيف تيلرش فقد جعلت فرقة برايمال سكريم الموسيقى النيوسايدكدليَّة ملائمة للرقص. أمَّا فرقة فليمنغ ليبس، وفرقة سبيرتشوالايزد فأخذت النيوسايدكدليا إلى منحى أوركستراليّ. في حين عملت فرقة أنيمال كوليكتف على موسيقاها المُميَّزة والخاصَّة المستوحاة من هذا النوع.

#### البوب الهيبناغوجي والتشلويف والغلو-فاي
حدَّد الكاتب لويلوين هينكس جونز من مجلة الأتلانتك مجموعة من الأنماط الموسيقيَّة المرتبطة التي نشأت وازدهرت خلال العقد الأول من القرن الحادي والعشرين. اتصفت موسيقى هذه الأنماط بنغماتها الرقيقة، واستخدامها أجهزة السنثسيزر القديمة، وأنغامها التي تُعمِّد إضعاف وتقليل جودتها الصوتيَّة. ومن هذه الأنماط التشلويف، والغلو-فاي، والبوب الهيبناغوجي. اعتبرت مجلة كوايتس الموسيقيَّة البريطانيَّة أنَّ هذه المصطلحات تحمل ذات المعنى ويمكن إضافة كل من مصطلح «دريم بيت» ومصطلح «البوب الهيبسترغوجي» عليها. يمكن اعتبار جميع هذه الأنماط كنوع من الموسيقى السايكدليَّة التي تعتمد في موسيقاها على الأصوات المُولَّدة من أجهزة السنثسيزر.
يعود أصل ظهور مصطلح «تشلويف» إلى شهر يوليو عام 2009 حين ورد ذكر الكلمة ضمن منشور من تأليف كارلس (وهو الاسم المستعار لصاحب المشنور) على «هيبستر ران أوف» وهي إحدى المدوَّنات الموسيقيَّة. ابتدع كارلس الاسم للإشارة إلى فرق موسيقيَّة تشابهت في أصواتها. وفي أغسطس 2009، وضع الصحفي ديفيد كينان مصطلح «بوب هيبسترغوجي» للإشارة إلى النزعة الموسيقيَّة التي تطورت خلال العقد الأول من القرن الحادي والعشرين. اتصفت هذه النزعة التي سادت بين مجموعة من الموسيقيين من مختلف الخلفيات الموسيقيَّة في موسيقى البوست نويز وموسيقى اللو-فاي (إضعاف وتقليل الجودة الصوتيَّة) بإضفاء عناصر مستمدة من الحنين الثقافي، وذكريات أيام الطفولة، فضلًا عن تسخيرهم لتقنيات تسجيل موسيقيَّة عفا عليها الزمن.
أصبحت مواقع نقديَّة مثل بيتشفورك، وواير بحلول عام 2010 تمتدح الكثير من ألبومات الموسيقيّ آريل بينك، وفرقة نيون إنديان. وسرعان ما أصبحت المصطلحات الثلاثة (بوب هيبناغوجي، وتشلويف، وغلو فاي) تستعمل للدلالة على الصوت المتطور لهذه الفئة من الموسيقيين التي حظيت عدد من أغانيهم ببعض النجاح في الأوساط الموسيقيَّة المستقلة. كان من الشائع بالأصل استعمال المصطلحات الثلاثة للإشارة إلى ذات المعنى، ولكن تمايزت موسيقى التشلويف فيما بعد لتصبح تشير على وجه الخصوص إلى مزيج موسيقيّ جمع في أصواته ما بين الدريم بوب، وموسيقى العصر الجديد، وموسيقى الميوزاك، وموسيقى السينثبوب. كانت المراجعة النقديَّة التي كتبها مارك هوغان في موقع بيتشفورك عام 2009 عن ألبوم «سايكك تشازمز» لفرقة نيون إنديان، قد احتوت على ذكر لمصطلحات دريم بيت، وتشلويف، وغلو-فاي، وبوب هيبناغوجي، وبوب هيبسترغوجي، للإشارة إلى الموسيقى السايكدليَّة التي تحتوي على عنصر واحد من هذه العناصر على الأقل: وهو الأصوات الموَّلدة في المنزل (وليس الاستديوهات الاحترافيَّة) باستعمال أجهزة السنثسيزر، أو وجود إشارات إلى حقبة الثمانينيات، أو توجيهها المُعتمد على أشرطة الكاسيت السمعيَّة، أو الموسيقى الجِلفة، أو الهادئة، أو سريعة الإيقاع، أو الضبابيَّة أو البعيدة عاطفيًا، أو تلك التي يشعر المستمع أنَّها خارجة عن التركيز بعض الشيء.

### الفانك والسول والهيب هوب
كان لأعمال جيمي هندريكس الموسيقيَّة العائدة لأواخر الستينيات دور في تأثير الموسيقى السايكدليَّة على العديد من الموسيقيين الأمريكيين الأفارقة. استعار موسيقيي الفانك السود مثل فرقة سلاي أند ذا فاميلي ستون، العديد من التقنيات التي أدخلوها في أعمالهم من موسيقى الروك السايكدليَّة. ومن هذه التقنيات تأثيرات الصدى، والتشويش، والتحريف الغنائيّ، فضلًا عن أخذهم لعناصر من موسيقى البلوز روك، والجاز. استمرت مجموعات مثل مجموعة بارلمنت-فانكاديلك هذه النزعة حيث وظَّفت أجهزة السنثسيزر وعزف الغيتار على نمط الروك في إرتجالات الفانك الموسيقيَّة المفتوحة التي كانت تعزفها المجموعة. تأثَّر المنتج الموسيقي نورمان ويتفيلد بهذه الأصوات خلال عمله على عدة ألبومات شهيرة صادرة عن شركة موتاون للتسجيلات الموسيقيَّة مثل «كلاود ناين» (1968) لمجموعة التيمبتيشنز، وأغنية «آي هيرد إت ثرو ذا غريبفاين» (1969) للمغني مارفن غاي.
أمَّا موسيقى السول السايكدليَّة فاتسمت بتناولها لمواضيع سياسيَّة أحلك من معظم أعمال موسيقى الروك السايكدليَّة جراء تأثّرها بحركة الحقوق المدنيَّة. استمد هذا النوع صوته من صوت الفانك الذي اشتهر به جيمس براون. وكان من رواده فرقة سلاي أند ذا فاميلي ستون التي قدَّمت أغانٍ مثل أغنية «دانس تو ذا ميوزك» (1968)، وأغنية «إيفريداي بيبول» (1968)، وأغنية «آي وأنت تو تيك يو هاير» (1969)، بالإضافة إلى أغنية «ران أواي تشايلد رانينغ ويلد» لمجموعة التيمبتيشنز، وأغنية «سايكدليك شاك» (1969) لنفس المجموعة.
ظهرت موسيقى الهيب هوب السايكدليَّة خلال نهاية الثمانينيات بعدما بدأ الكثير من مغنيي الراب باستعارة الأصوات الأقل شدة في أغانيهم ومن الأمثلة عن ذلك ألبوم «3 فيت هاي أند رايزنغ» لدي لا سول (1989).

### الموسيقى الإلكترونية

#### الهاوس والتكنو والترانس
وظَّفت حركة الريڤ على استخدام موسيقى الهاوس، والأسيد هاوس، والتكنو. هذا وقد ظهر نوع «الهاردكور» ضمن أوساط ثقافة الريڤ للمرة الأولى في المملكة المتَّحدة خلال أواخر الثمانينيات في الحفلات الراقصة التي أقامها الشباب في المستودعات المهجورة وغيرها من المنشأت المنعزلة والنائية. كما انتشر على محطات القرصنة الإذاعيَّة البريطانيَّة. وتطور هذا النوع فيما بعد إلى «الهاردكور التقليديّ» الذي انبثقت عنه أشكال جديدة من موسيقى الريڤ مثل موسيقى الدرم أند بيس، وموسيقى 2-ستيب، بالإضافة إلى غيرها من أنواع الهاردكور تكنو الأخرى مثل موسيقى غابر، وموسيقى هاردستايل، وموسيقى الهابي هاردكور. وفي أواخر الثمانينات بدأت ثقافة الريڤ بالانتشار في الولايات المتَّحدة وأوروبا القاريَّة من خلال المغتربين ومنسّقي الأسطوانات (الدي جيه) الإنجليز الذين سافروا للخارج.

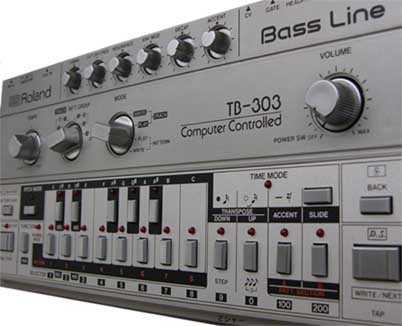
جهاز منظّم تتابع موسيقيّ من نوع رولاند بيسلاين تي بي-303.

ظهرت موسيقى الأسيد هاوس في منتصف الثمانينات في النمط الذي اتبعه مُنسّقي الأسطوانات في مدينة شيكاغو مثل دي جيه بيير، وأدونيس، وفارلي جاكماستر فانك، وفيوتشر. ويعود الفضل للأخير في وضع مصطلح «أسيد هاوس» في ألبومه «أسيد تراكس» (1987) حيث دمج فيوتشر في هذا الألبوم عناصر من موسيقى الهاوس مع الأصوات «الخامدة للتشويش» وأصوات البيس العميقة المرافقة للأغاني على جهاز منظّم تتابع موسيقيّ من نوع رولاند تي بي-303. وأعيد استحداث صوت الأسيد هاوس بعد انتشار أغانيه في المملكة المتَّحدة حيث بدأ جيل الشباب بإقامة حفلات إلكترونيَّة راقصة صغيرة في المستودعات المهجورة بمنطقة لندن خلال الفترة من عام 1986 وعام 1987. اكتسبت موسيقى الأسيد هاوس شعبية جماهريَّة كبيرة خلال فعاليات «صيف الحب الثاني» في عام 1988 بعدما سافر الألاف من الشباب والمراهقين لحضور حفلات الريڤ الضخمة. وهكذا بدأ هذا النوع بتسجيل مبيعات ملحوظة في لوائح مبيعات الأغاني المفردة ببريطانيا بحلول مطلع تسعينيات القرن العشرين. وأعقب هذا دخول موسيقى الترانس على الخط وحصولها على شعبية كبيرة.
ظهرت موسيقى الترانس في الحركات الموسيقيَّة الإلكترونيَّة لموسيقى التكنو، والهاردكور بألمانيا خلال مطلع التسعينيات. تميَّز هذا النوع الموسيقيّ بتشديده على تكرار المقاطع القصيرة المعزوفة على آلات السنثسيزر والتي صاحبها تغيرات إيقاعيَّة ضئيلة، بالإضافة إلى إضفاء أجواء صوتيَّة مولَّدة عبر السنثسيزر تخيّم على أغانيها، وذلك بهدف إيصال المستمعين إلى حالة ذهنيَّة قريبة من الغشية. اعتبر كاتب في مجلة بيلبورد أنَّه يمكن اعتبار موسيقى الترانس مزيجًا ما بين موسيقى الديسكو العائدة لفترة السبعينيات والموسيقى السايكدليَّة العائدة لفترة الستينيات. نشأت موسيقى الترانس نتيجة الاشتقاق الحاصل من موسيقى الأسيد هاوس، والتكنو في كل من ألمانيا وهولندا. ومن الإصدارات المنفردة الشهيرة لهذا النوع هنالك إصدار «إنرجي فلاش» لجوي بيلترام، وإصدار «ذا ريفسيغنال» لسي جيه بولاند. وتبعهما إصدارات لروبرت لاينر، وصن إلكتريك، وأفيكس توين، ولعل أكثرهم تأثيرًا كان إصدارات موسيقى التكنو-ترانس التي أصدرتها شركة هارتهاوس للتسجيلات ومن ضمنها إصدار «إسبيرينس 1» (1992) للثنائي الإلكترونيّ الموسيقيّ هاردفلور التي قلَّدها الكثيرون فيما بعد. لاقت موسيقى الترانس بعض الشعبية في المملكة المتَّحدة خلال مطلع التسعينيات، بيد أنَّها كانت محجوبة نتيجة ظهور أنواع جديدة من الموسيقى الإلكترونيَّة مثل موسيقى التريب هوب، وموسيقى الجانغل. ومع ذلك فقد استطاعت تجديد شعبيتها من جديد بحلول نهاية العقد حيث أضحت الترانس مهيمنة في نوادي الرقص الليليَّة ببريطانيا خلال هذه الفترة. وسرعان ما انبثقت عنها عدة أنواع فرعيَّة مثل البروغريسف ترانس، والآسد ترانس، والغوا ترانس، والترانس السايكدليّ، والهارد ترانس، والأبليفتنغ ترانس.
ظهر العديد من الموسيقيين الذين هيمنوا على الثقافات السايكدليَّة الأكثر قبولًا على الصعيد الجماهريّ خلال العقد الثاني من القرن الحادي والعشرين، من أمثال بيسنيكتار، وتيبر، وبريتي لايتس. وغدت ثقافة الريڤ أكبر بكثير وحظيت بقبول شريحة واسعة من الجماهير.

#### النيوريڤ

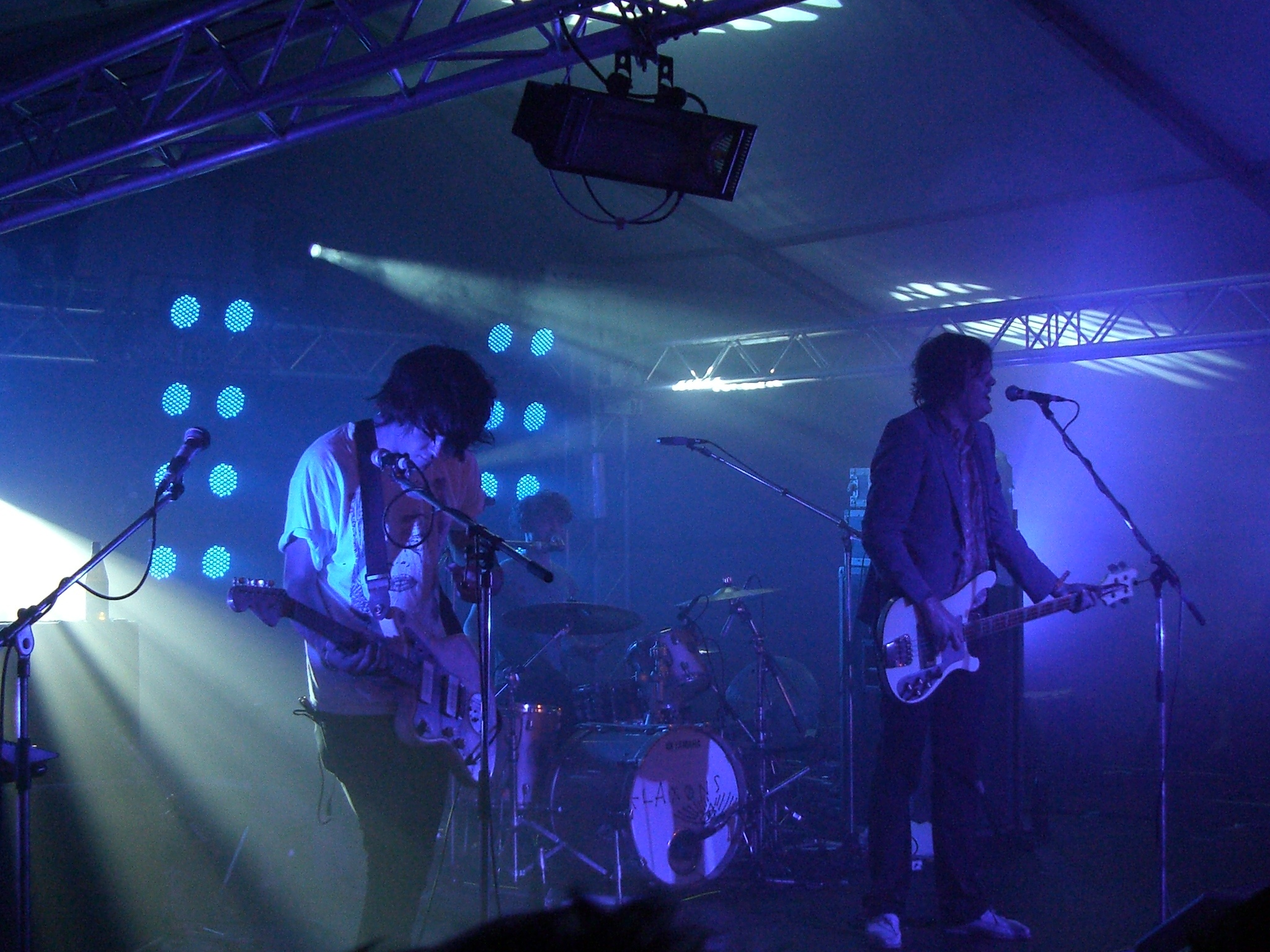
فرقة كلاكسونز خلال حفلة موسيقيَّة في عام 2007.

سوَّقت فرقة كلاكسونز في بريطانيا لنفسها خلال العقد الأول من القرن الحادي والعشرين بإطلاق اسم «النيوريڤ» على النمط الموسيقيّ الذي جمعَ ما بين موسيقى الإندي روك، وموسيقى البانك الراقصة. وهكذا سرعان ما تبنَّت مجلة إنمي البريطانيَّة هذه التسمية للإشارة إلى عدد من الفرق الموسيقيَّة المتشابهة. شكَّل هذا النوع ثقافة موسيقيَّة فرعيَّة خاصَّة به تضَّمنت استخدام العديد من المعدات والتأثيرات البصريَّة التي ارتبطت جماليًا بموسيقى الريڤ السابقة مثل العصي المضيئة ومصابيح النيون وغيرها من الأضواء البارزة. وغالبًا ما ارتدى الشباب المنتمين لهذه الثقافة للملابس ذات الألوان الزاهيَّة للغاية أو المشِعَّة ضوئيًا.